# Mondo Bizarro
Mondo Bizarro ist das zwölfte Studioalbum der US-amerikanischen Punkband Ramones. Es wurde ab dem 20. Januar 1992 aufgenommen und erschien im September des gleichen Jahres.

## Entstehungsgeschichte
Mondo Bizarro war nach Brain Drain das erste Studio-Album der Band seit drei Jahren und ist das erste, auf dem der neue Bassist C. J. Ramone zu hören ist. Dessen Vorgänger und Gründungsmitglied Dee Dee Ramone steuerte trotz seines Ausscheidens aus der Band drei Kompositionen zu dem Album bei. Als Produzent fungiert zum ersten Mal seit dem Album Too Tough to Die wieder Ed Stasium. Als Arbeitstitel für das Album wurden zunächst die Namen Condemned To Live und Mondo Deprovados verwendet.
Die Meinung der Band selbst zu ihrem Werk ist unklar. In einem Interview in einer argentinischen Zeitung sagte der Gitarrist Johnny Ramone 1992:

“Generally I always find two or three songs that I hate. From Mondo Bizarro, I really like almost all the songs and I am very satisfied with the result.”

„Normalerweise finde ich jedesmal zwei oder drei Lieder, die ich hasse. Von Mondo Bizarro mag ich praktisch alle Stücke, und ich bin sehr zufrieden mit dem Resultat.“

Dagegen steht eine Aussage Johnny Ramones in einem Interview für die Dokumentation End of the Century: The Story of the Ramones:

“I don’t like it. I don’t like it at all.”

„Ich mag es nicht. Ich mag es überhaupt nicht.“

## Die Musikstücke des Albums (Auswahl)
- Censorshit handelt von den in den USA seit 1985 durchgeführten „Jugendschutzmaßnahmen“ des Parents Music Resource Center (PMRC), welches durchgesetzt hatte, dass Musikalben mit als „anstößig“ empfundenem Inhalt einen an Eltern adressierten Warnaufkleber auf der Vorderseite der Hülle tragen mussten. Eine der Gründerinnen des Gremiums, Tipper Gore (Ehefrau von Al Gore), wird im Liedtext mehrfach namentlich angesprochen („Tipper, what’s that sticker stickin’ on my CD? Is that some kind of warning to protect me?“ – deutsch: „Tipper, was ist das für ein Aufkleber auf meiner CD? Ist das eine Art Warnung um mich zu schützen?“). Der Titel des Stücks ist ein Wortspiel mit „Censorship“, dem englischen Begriff für Zensur; der Text des Liedes nennt im Refrain mit Frank Zappa und Ozzy Osbourne zwei weitere Gegner des PMRC.[2]

- Take it as it Comes ist eine Coverversion des Stücks der Gruppe The Doors von deren gleichnamigem Debütalbum.[3] Auf der Version der Ramones spielt Joe McGinty, Ex-Mitglied der Band The Psychedelic Furs, Keyboard.[4]

- Poison Heart, Strength to Endure und Main Man wurden von Dee Dee Ramone geschrieben.[1] Er verkaufte der Band die Rechte an den Kompositionen um sich einen Anwalt leisten zu können, der ihm half aus der Untersuchungshaft freizukommen, die er wegen des Verdachts auf Drogenbesitz hatte antreten müssen.[5][6]

- Strength to Endure und Main Man werden von C. J. Ramone gesungen.[1]

- Das Lied Cabbies on Crack ist inspiriert durch eine riskante Taxifahrt des Sängers durch Manhattan. Auf der Studioaufnahme spielt Vernon Reid, Gitarrist der Band Living Colour, das Gitarrensolo.[3]

- Heidi is a Headcase ist eine „Fortsetzung“ früherer Kompositionen der Ramones, Judy is a Punk (vom Album Ramones, 1976), Suzy is a Headbanger (Leave Home, 1977) und Sheena is a Punk Rocker (Rocket to Russia, 1977).[4]

- Touring wurde auf diesem Album erstmals veröffentlicht, entstand jedoch bereits 1981. Die Originalversion ist auf der 2002 erschienenen Neuveröffentlichung des Albums Pleasant Dreams zu hören.[7] Zum Stück steuerten Flo & Eddie (Mark Volman und Howard Kaylan), Sänger der Band The Turtles, Chorgesang bei.[4]

## Titelliste
1. Censorshit (Joey Ramone) – 3:13
2. The Job That Ate My Brain (Marky Ramone, Garrett James Uhlenbrock) – 2:18
3. Poison Heart (Dee Dee Ramone, Daniel Rey) – 4:03
4. Anxiety (Marky Ramone, Garrett James Uhlenbrock) – 2:04
5. Strength To Endure (Dee Dee Ramone, Daniel Rey) – 2:59
6. It’s Gonna Be Alright (Joey Ramone, Andy Shernoff) – 3:19
7. Take It As It Comes (Jim Morrison, John Densmore, Robby Krieger, Ray Manzarek) – 2:07
8. Main Man (Dee Dee Ramone, Daniel Rey) – 3:28
9. Tomorrow She Goes Away (Joey Ramone, Daniel Rey) – 2:41
10. I Won’t Let It Happen (Joey Ramone, Andy Shernoff) – 2:21
11. Cabbies on Crack (Joey Ramone) – 2:59
12. Heidi Is a Headcase (Joey Ramone, Daniel Rey) – 2:46
13. Touring (Joey Ramone) – 2:52

## Single-Auskopplungen
- Poison Heart (Juni 1992)
- Strength To Endure (Oktober 1992)

## Chart-Positionen
Das Album erreichte Platz 190 der Billboard 200. Die Single Poison Heart stand 12 Wochen in den Charts und erreichte am 31. Oktober 1992 mit Platz 6 die beste Platzierung (Genre Alternative Songs).